# Морис Мерло-Понти
Морис Мерло-Понти (на френски: Maurice Merleau-Ponty, произношение [mɔʁis mɛʁlopɔ̃ti]) е френски философ феноменолог, силно повлиян от Едмунд Хусерл и Мартин Хайдегер. Той е в близки отношения с Жан-Пол Сартр и Симон дьо Бовоар.

## Биография
Роден е на 14 март 1908 г. в Рошфор сюр Мер, Франция. Посещава (както Сартр) средно училище в Париж. През 1930 г. полага изпита си по философия, след което преподава в един католически лицей в Бове, а после в Шартър. Завършва специализация като сътрудник на Националния център за научни изследвания. Неговият докторат е озаглавен „Структура на поведението“ и излиза от печат през 1942 г. От 1940 до 1944 е преподавател по философия в католическия лицей „Карно“ в Париж.
Мерло-Понти взема участие в съпротивата срещу германската окупация и написва голямото си произведение „Феноменология на възприемането“, което представя в Сорбоната заедно с по-горе споменатия труд. Двете работи му дават правото да преподава педагогическа психология и философия първо в Лион, а след това и в Париж. На 1 април 1952 г. става професор в Колеж дьо Франс – най-голямата почит за учен във Франция. Наследява катедрата, която преди него е била ръководена, наред с други, също от Анри Бергсон и изнася лекции пред публика, достигаща далеч извън кръговете на специалистите.
Умира на 3 май 1961 година в Париж на 53-годишна възраст.

## Идеи
В центъра на интересите му са взаимоотношението между човешкото съзнание и природата. Тя се отнася до външните събития и причинните им връзки. Съзнанието не е обект на казуалност. Затова подходящ метод за изучаване е феноменологията на възприятието. Според него същностните черти на съзнанието трябва да присъстват в латентен вид още на входа – във възприятието. Това предполага, че възприятието притежава самостоятелна избирателност, осмисленост, константност, независими от останалите психични процеси. Възприятието според Мерло-Понти е централен процес на човешката познавателна система, около което се организират останалите познавателни процеси.
Мерло-Понти разработва оригинална теория за въплътената субектност, в която подчертава централността на тялото за опита на човека. Според него присъствието на тялото в човешкия опит е абсолютно, защото съставлява основата, на която изпъква всяка предметност. Тялото оживява предметите, придава им своя пулс, то е възел на живи значения и затова може да се сравни с произведение на изкуството.
Мерло-Понти развива концепцията за ситуационна структура на преживяванията. За него човешкия опит е въплътен и историчен. Потокът на преживяванията е прекъснат, фрагментиран (дисконтинуален), във вид на ситуации, които представляват нещо като минисветове. Преживяването е относително прекъснато между ситуациите, но вътре в ситуациите е континуално, кохерентно и стабилно. Възприятието задава ситуационната структура на преживяване. Обикновеният човек живее с перцептивната вяра, че светът е такъв, какъв го представят сетивата му, защото възприема значения, а не стимули.

## Влияние
Мерло-Понти поставя основите на ситуационно-феноменологичната психология. Привърженик на перцептивния подход към природата на съзнанието. Феноменологията е основа на френския екзистенциализъм и в годините след Втората световна война Мерло-Понти е част от кръга около водещата негова фигура, Жан-Пол Сартр. Познанието им датира още от студентските години, като се счита, че силно му е повлиял в неговото ранно политическо развитие. Участва в редакционната колегия на списанието „Модерните Времена“, като отговаря за политиката. В началото на 50-те възгледите им се раздалечават и те прекъсват контактите, като Мерло-Понти се посвещава изцяло на своите академични търсения. За съвременниците обаче етикетът „екзистенциалист“ го описва адекватно, при все философските му възгледи са от друго естество.
Феноменологическата естетика и когнитивните науки са области, в които днес по-често се споменава творчеството на Морис Мерло-Понти.